# Bender: Natjalo
Bender: Natjalo (russisk: Бендер: Начало) er en russisk spillefilm fra 2021 af Igor Zajtsev.

## Medvirkende
- Sergej Bezrukov som Ibrahim
- Aram Vardevanjan som Osip "Osja" Zadunaiskij
- Nikita Kologrivyj som Misjka Japontjik
- Taisija Vilkova som Jeva Matjulskaja
- Natalja Botjkareva som Tsits